# Zofia Chądzyńska

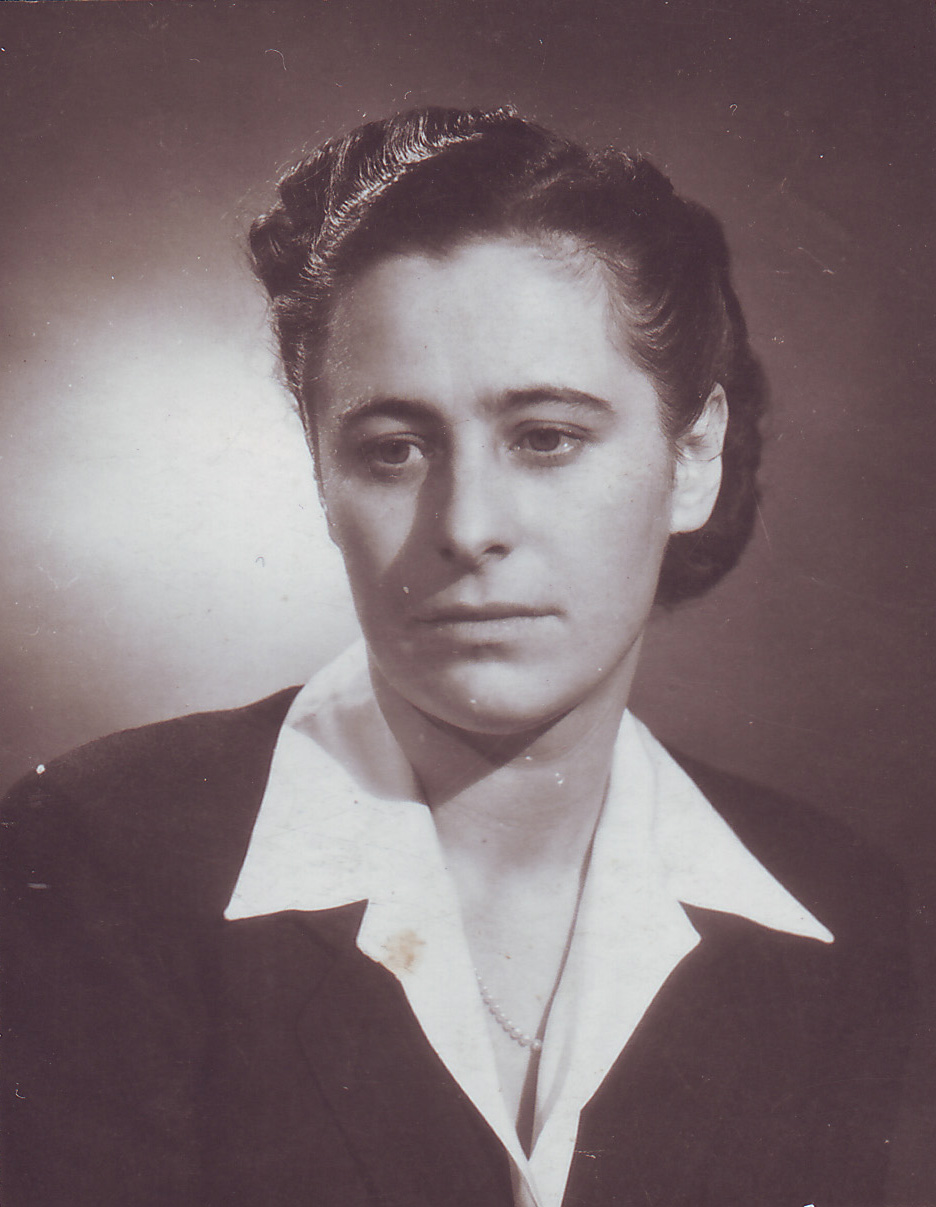
Zofia Chądzyńska (um 1930)

Zofia Chądzyńska (* 24. Februar 1912 in Warschau, Russisches Kaiserreich als Zofia Szymanowska; † 23. September 2003 in Warschau) war eine polnische Schriftstellerin und literarische Übersetzerin.

## Leben
Zofia Szymanowska besuchte die Handelsakademie und arbeitete danach bis 1934 im Bildungsministerium, von wo sie in das Reiseunternehmen Orbis wechselte. Nach der deutschen Besetzung Polens wurde sie 1940 von der Gestapo im Frauengefängnis „Serbia“ des Pawiak inhaftiert. Obschon sie in ihrer Familie katholisch aufwuchs, war sie wegen ihrer jüdischen Herkunft, die sie verbergen musste, gefährdet.
Nach Ende des Krieges heiratete sie Bohdan Chądzyński, der die Stelle eines Konsuls der Volksrepublik Polen in Lyon erhielt. In Lyon freundeten sie sich mit dem Arzt Jean Reverzy an, dessen Romane sie später ins Polnische übersetzte. Nach der  kommunistischen Machtübernahme in Polen emigrierten die beiden 1949 nach Argentinien. Ihr Ehemann starb bereits 1951. In Buenos Aires betrieb sie eine Wäscherei und traf in der polnischen Emigrantenkolonie auch auf  Witold Gombrowicz, der sie „Zosia“ nannte.
Sie kehrte 1960 nach Polen zurück, wo ihr erster Roman in polnischer Sprache erschien. Den Roman  übersetzte sie ins Französische und veröffentlichte ihn 1960 unter dem Pseudonym Sophie Bohdan in Paris.
Chądzyńska schrieb zehn Romane. Sie übersetzte neben Jean Reverzy aus dem Französischen verschiedene südamerikanische  Autoren ins Polnische, darunter Julio Cortázar, Jorge Luis Borges, José Donoso, Griselda Gambaro, Gabriel García Márquez und Roma Mahieu, sowie den britischen Dramatiker Tom Kempinski. Auch die Gombrowicz-Biografie von Rita Gombrowicz wurde von ihr aus dem Französischen übersetzt.

## Werke (Auswahl)
- Ślepi bez lasek. Warschau : Czytelnik 1959
- Sophie Bohdan: Comme l'ombre qui passe : roman. Paris : Calmann-Lévy 1960
- Chemia. Warschau : Czytelnik 1962
- Ryby na piasku. Warschau : Czytelnik 1965
- Skrzydło sowy. Warschau : PIW 1967
- Przez Ciebie, Drabie. Warschau : Nasza Księgarnia 1969
- Życie za życie. Warschau : Nasza Księgarnia 1971
- Statki, które mijają się nocą. Warschau : Nasza Księgarnia 1975
- Wakacje z Zygą. Warschau : Młodzieżowa Agencja Wydawnicza 1977
- Wstęga pawilonu. Warschau : Nasza Księgarnia 1978
  - Das Band des Pavillons. Übersetzt von Kurt Kelm. Berlin : Kinderbuchverlag, 1982
  - Maria oder die herbstlichen Augenblicke. Deutsch von Marta Kijowska. Mödling : Verl. St. Gabriel, 1988
  - Ich bin so, wie ich bin. Deutsch von Marta Kijowska. Würzburg: Arena, 1993
- Dorosnąć. Warschau : Nasza Księgarnia 1987
  - Mein Sohn Michael. Übersetzt von Marta Kijowska. Mödling : Verl. St. Gabriel, 1989
- Co mi zostało z tych lat. Łódź : Akapit Press 1996 Autobiografie